# Biltothrips
Biltothrips (лат.) — род трипсов из семейства Thripidae (Thysanoptera).

## Распространение
Широко распространен в Юго-Восточной Азии от Индии до некоторых островов Тихого океана, включая Гавайи.

## Описание
Мелкие насекомые с четырьмя бахромчатыми крыльями. Самка макроптерная. Голова шире длины, поперечно полосатая; нижнечелюстные пальпы длинные, 3-сегментные; глаза без пигментных фасеток; глазные волоски I отсутствуют; волоски III маленькие и сближены в треугольник; пять пар заднеглазничных волосков. Антенны 8-сегментные; сегмент I без парных дорсо-апикальных волосков; III и IV с вершиной слегка удлиненной, конусы чувств длинные и вильчатые; II с микротрихиальными рядами дорсально, III—VI с рядами микротрихий на обеих поверхностях. Пронотум поперечно-полосатый, без длинных волосков. Мезонотальные срединные волоски удалены от заднего края; переднемедианные кампановидные сенсиллы отсутствуют. Метанотум с поперечной и продольной скульптурой; срединная пара волосков на переднем крае; кампановидные сенсиллы отсутствуют. Первая жилка переднего крыла с тремя широко расставленными волосками на дистальной половине; вторая жилка без волосков; клавус с тремя жилковыми и одним дискальным волосками; реснички заднемаргинальной бахромы прямые. Мезо- и метафурка со спинулой. Лапки 2-сегментированные. Тергиты с волосками S1 широко расставленными и близко к S2; боковые трети тергитов с близко расположенными рядами микротрихий; VII и VIII с постеромаргинальным гребнем длинных тонких микротрихий; IX без кампановидной сенсиллы; X без расщепления. Стерниты III—VI с многочисленными рядами микротрихий по всей поверхности, но только на боковых третях VII; волоски S1 на VII субмаргинальные. Самец сходен с самкой; стерниты без поровых пластинок; тергит IX без дрепаны или стернальных волосков. Часто ассоциируется с листьями маниоки (Manihot esculenta, Молочайные), а также с листьями таро (Colocasia esculenta, Ароидные), хотя взрослые особи отмечены на нескольких других неродственных видах растений.

## Классификация
Включает 2 вида из семейства Thripidae. В подсемействе Thripinae Biltothrips тесно связан с Scirtothrips, отличаясь более широко расставленными срединными волосками на тергитах.
- Biltothrips minutus (Bhatti, 1967)
- Biltothrips perakensis Ng & Mound, 2016